# Iskander Mirza
Sahibzada Sayyid Iskander Ali Mirza (ourdou :سکندر مرزا), plus souvent appelé simplement Iskander Mirza, né le 13 novembre 1899 à Murshidabad (Raj britannique) et mort le 13 novembre 1969 à Londres (Royaume-Uni), est un homme d'État pakistanais d'origine bengali.
Iskander Mirza est un homme politique historiquement important. Ayant commencé sa carrière militaire en 1920, il devient secrétaire à la Défense dans le gouvernement de Liaquat Ali Khan lors de l’indépendance du Pakistan en 1947. Il est ensuite successivement gouverneur du Bengale oriental de 1950 à 1953, puis ministre de l'Intérieur de 1954 à 1955, puis gouverneur général jusqu'au 23 mars 1956. À cette date, il devient le premier président de la république du Pakistan. Il perd son poste le 27 octobre 1958 à la suite du coup d’État militaire de Muhammad Ayub Khan.

## Biographie

### Jeunesse et famille
Il est le fils de Sahibzada Sayyid Fateh Ali Mirza (1874-1949), qui est issu d'une famille noble. Sa première femme est Dishad Begum (1879-1924).
Il naît durant la période de l'Inde britannique à Murshidabad, ville de Bengale toujours située en Inde aujourd'hui. Sa famille est particulièrement influente dans le Bengale. Elle entretient des liens avec la monarchie britannique.

### Études et carrière militaire
Iskander Mirza rejoint l'armée et étudie à l'Académie royale militaire de Sandhurst, située au Royaume-Uni. Il étudie ensuite à l'Université de Bombay (Elphinstone College).
En 1920, il rejoint l'Armée des Indes britanniques. Il est attaché dans la Province de la Frontière du Nord-Ouest et participe à des opérations militaires au Waziristan contre des révoltes tribales. Il devient ensuite officier de district en 1931 et officier politique (Political officer) en 1938.
En 1946, peu avant l'indépendance de l'Inde, il devient secrétaire à la Défense. Il participe alors à l'organisation de la division de l'armée britannique dans les armées indienne et pakistanaise. Il choisit de rester au Pakistan, formé en 1947, et il est nommé la même année secrétaire à la Défense dans le gouvernement du Premier ministre Liaquat Ali Khan.

### Secrétaire de la Défense et gouverneur général du Pakistan
Après la création du Pakistan, Mirza est nommé secrétaire à la Défense de la nouvelle nation. En 1954, il est nommé gouverneur du Pakistan oriental avec l'intention de mettre de l'ordre dans la région. À la suite de cette nomination, Muhammad Ali Bogra lui demande de participer à son gouvernement occupe le poste de ministre de l'Intérieur. En 1955, il devient gouverneur général du Pakistan. Il est un ardent défenseur de la politique de la séparation entre l'État et la religion.